# Paschal Robinson
Paschal Robinson OFM (ursprünglich Charles David Robinson; * 26. April 1870 in Dublin, Irland; † 27. August 1948 ebenda) war ein irischer römisch-katholischer Erzbischof und Diplomat des Heiligen Stuhls.

## Leben
Charles David Robinson trat unter dem Ordensnamen Paschal der Ordensgemeinschaft der Franziskaner (OFM) bei und empfing am 21. Dezember 1901 das Sakrament der Priesterweihe.
Am 24. Mai 1927 ernannte Papst Pius XI. ihn zum Titularerzbischof von Tyana. Der Kardinalpräfekt der Kongregation für die Evangelisierung der Völker (Propaganda Fide), Wilhelmus Marinus Kardinal van Rossum CSsR spendete ihm am 24. Juni desselben Jahres die Bischofsweihe; Mitkonsekratoren waren der Sekretär der Propaganda Fide, Kurienerzbischof Francesco Marchetti Selvaggiani, und der Apostolische Vikar von Ägypten, Igino Michelangelo Nuti OFM.
Am 28. November 1929 wurde Paschal Robinson der erste Apostolischer Nuntius in Irland.